# Eduard Bauer
Eduard Bauer (fl. XX secolo) è stato un calciatore e giocatore di bridge svizzero.

## Carriera

### Calcio
Calciatore svizzero, proveniente forse dal Basilea, arrivò al Genoa nel 1909, raggiungendo nella sua prima stagione in rossoblu il quarto posto della classifica finale, mentre nella seconda il quinto.
Lascia l'Italia nella stagione 1911-12 per trasferirsi tra le file del Racing Club de Paris, club con il quale vinse la Coupe Sheriff Dewar nel 1912, battendo in finale il Club Français per tre a uno.
Torna al Genoa nel 1912, dove giocherà per altre due stagioni prima del suo ritiro nel 1914. Nella Prima Categoria 1912-1913 raggiunge con i suoi il secondo posto della classifica finale distanziati di cinque punti dai campioni della Pro Vercelli, posizione che ottenne nella stagione seguente, con il sopravanzato di due punti dal Casale.
Con i grifoni vanta anche una presenza in Palla Dapples.

### Bridge
Fu anche giocatore di bridge.